# Makulec czarniawy
Makulec czarniawy (Didymium melanospermum (Pers.) T. Macbr.) – gatunek śluzowców.

## Systematyka i nazewnictwo
Pozycja w klasyfikacji według Index Fungorum: Didymiidae, Stemonitida, Myxogastria, Myxogastrea, Mycetozoa, Amoebozoa, Protozoa.
Po raz pierwszy gatunek ten opisał w 1794 r. Elias Fries nadając mu nazwę Physarum melanogaster. Obecną, uznaną przez Index Fungorum nazwę, nadał mu Thomas Huston Macbride w 1899 r.
Synonimy nazwy naukowej:

- Cionium farinaceum Link 1809
- Diderma melanospermum (Pers.) Fr. 1829
- Didymium farinaceum Schrad. 1797
- Physarum farinaceum (Schrad.) Pers. 1801
- Physarum melanospermum Pers. 1794
- Trichia farinacea (Schrad.) Poir. 1808

Nazwa polska według W. Fałtynowicza.

## Morfologia
Tworzy początkowo białe, potem szarobiałe zarodnie na trzonkach. Są prawie kuliste, często spłaszczone, wgłębione, o średnicy 0,4–1,3 mm i wysokości 0,5–1,2 mm. Trzonek ma wysokość 0,2–0,6 mm i jest prawie czarny. Powierzchnia zarodni gęsto pokryta kanciastymi kryształkami wapienia. Zarodniki o barwie od ciemnopurpurowej przez brązową do purpurowoszarej. Mają średnicę 9–14 μm i brodawkowaną powierzchnię.
Makulec łuskowaty (Didymium squamulosum) ma krótszy, grubszy i białawy trzonek.

## Siedlisko i występowanie
Gatunek kosmopolityczny. Występuje na wszystkich kontynentach poza Antarktydą. Najliczniejsze stanowiska podano w Ameryce Północnej i Europie. Występuje również w Polsce.
Żyje na ściółce leśnej i drewnie, przeważnie drzew liściastych. Preferuje siedliska wilgotne, najczęściej występuje w olsach i lasach bagiennych. Zarodnie pojawiają się od początków lata do października.

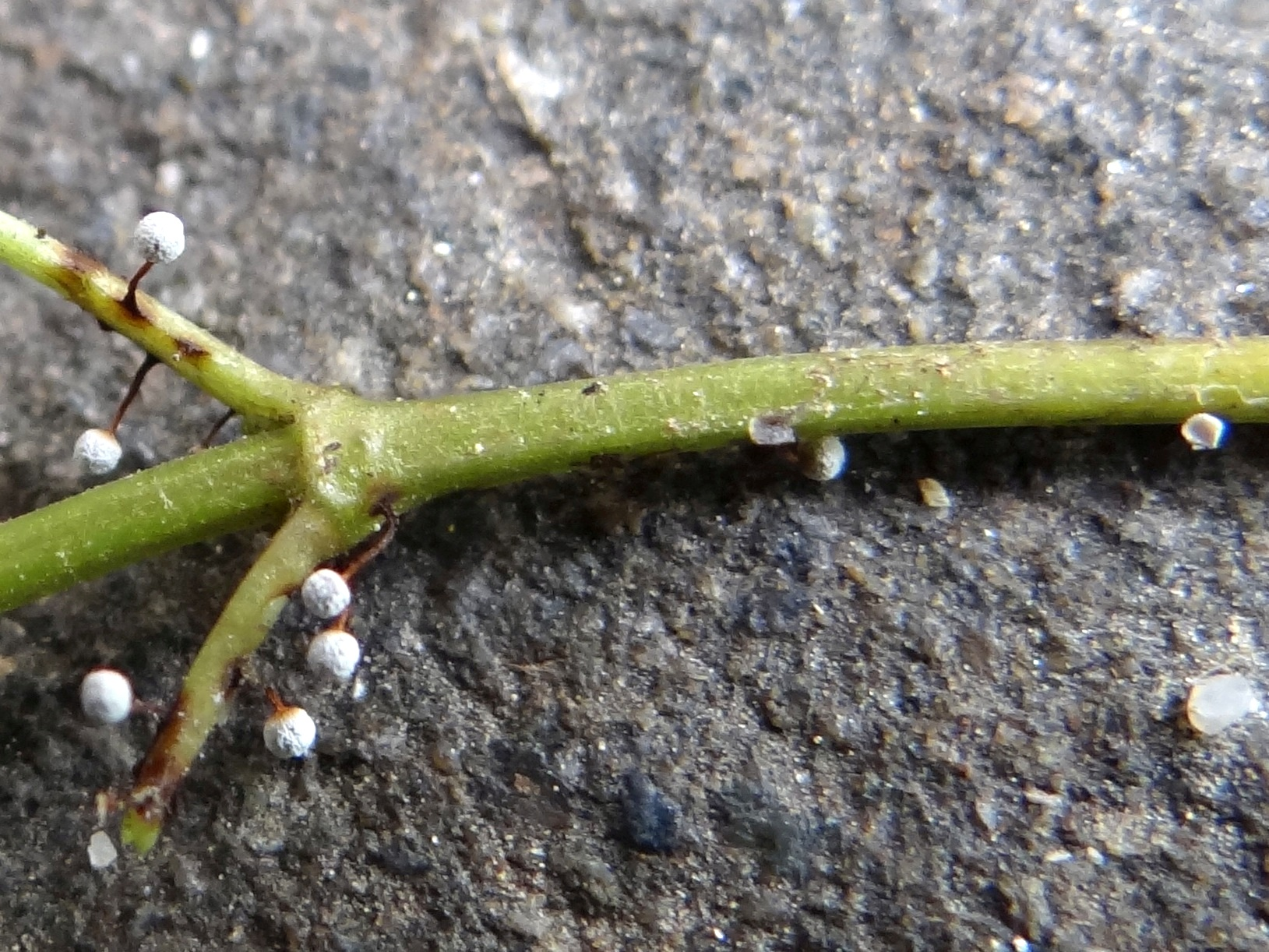
Zarodnie na łodyżce rośliny
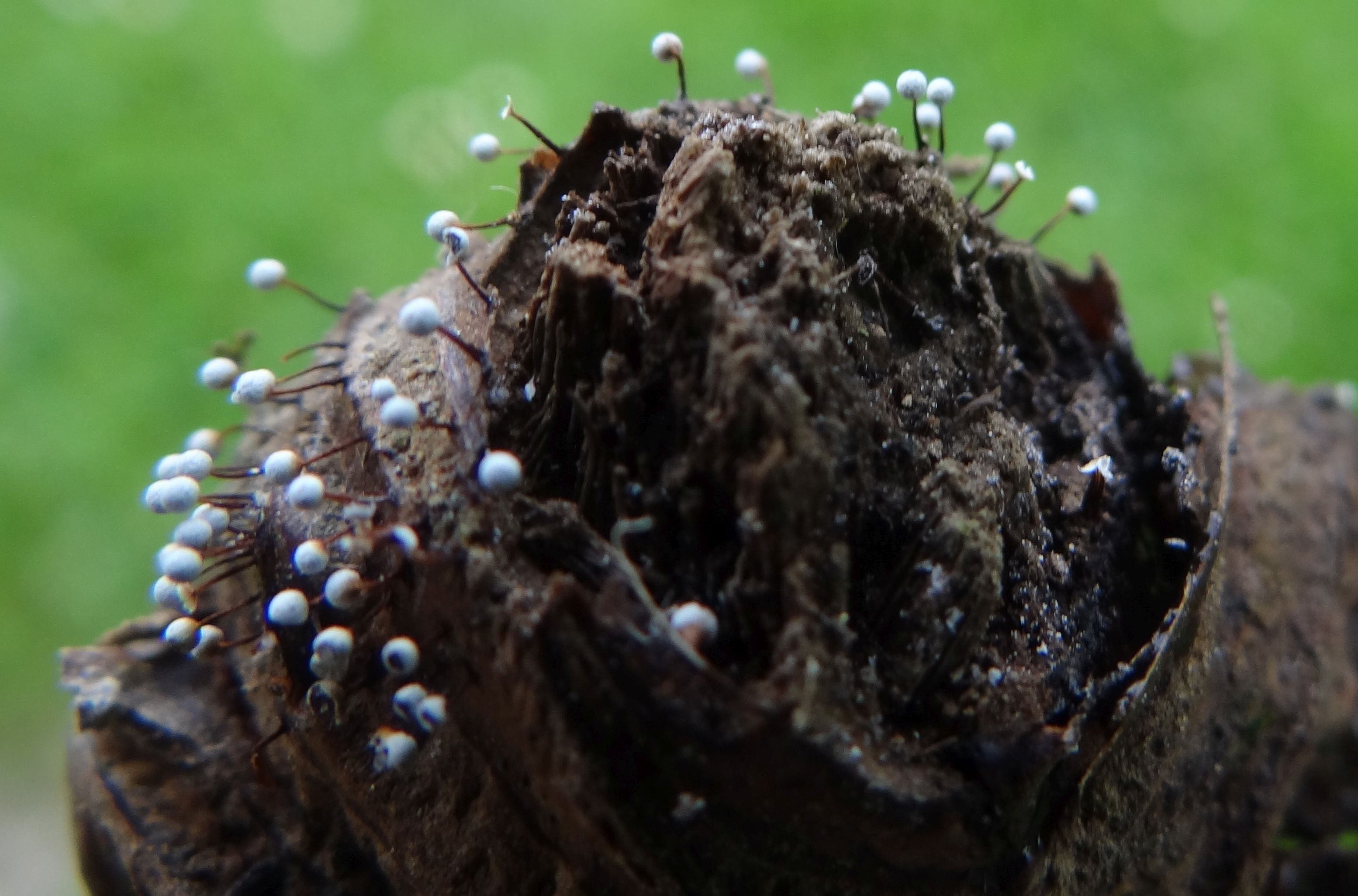
Zarodnie na szyszce
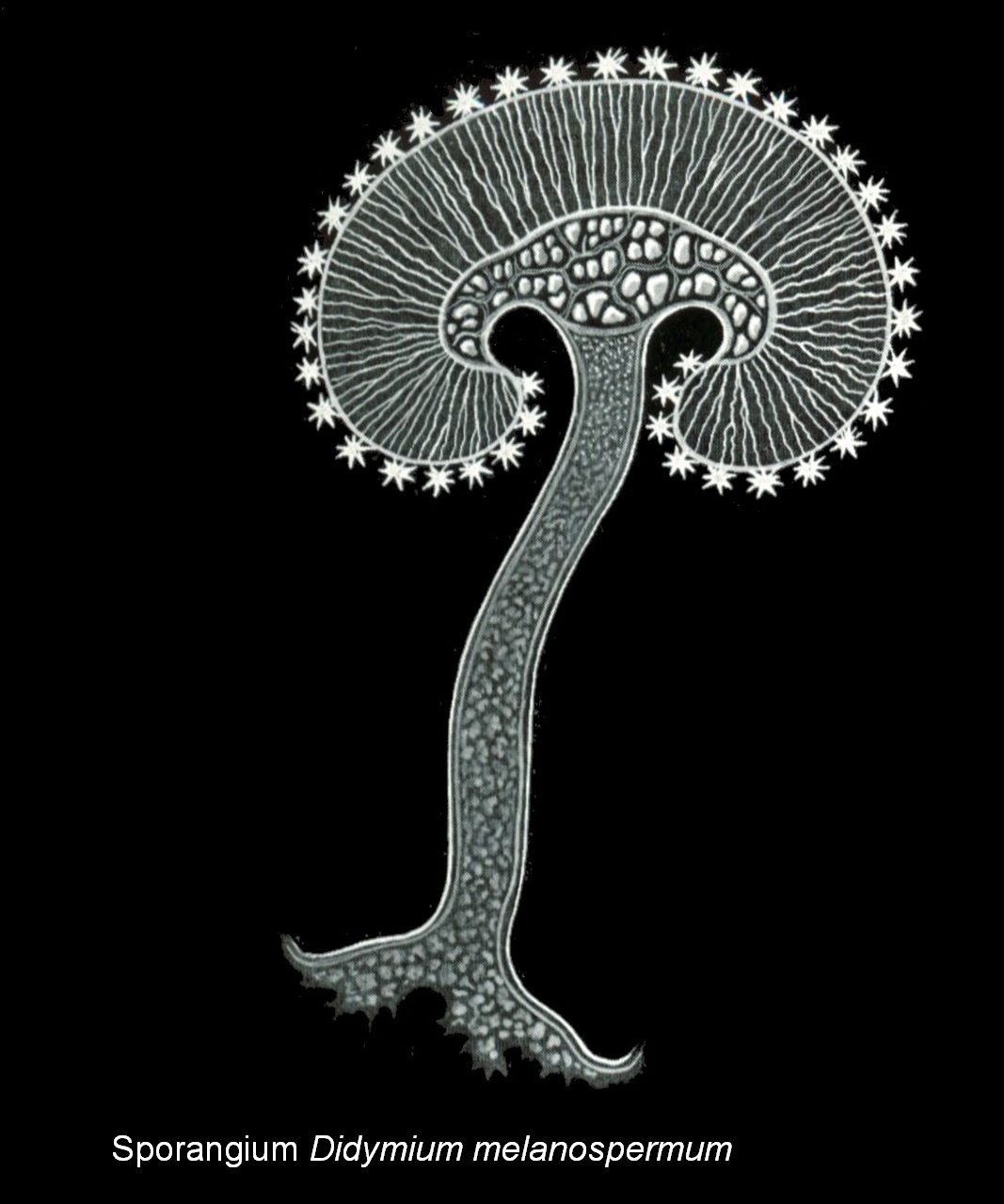
Budowa zarodni
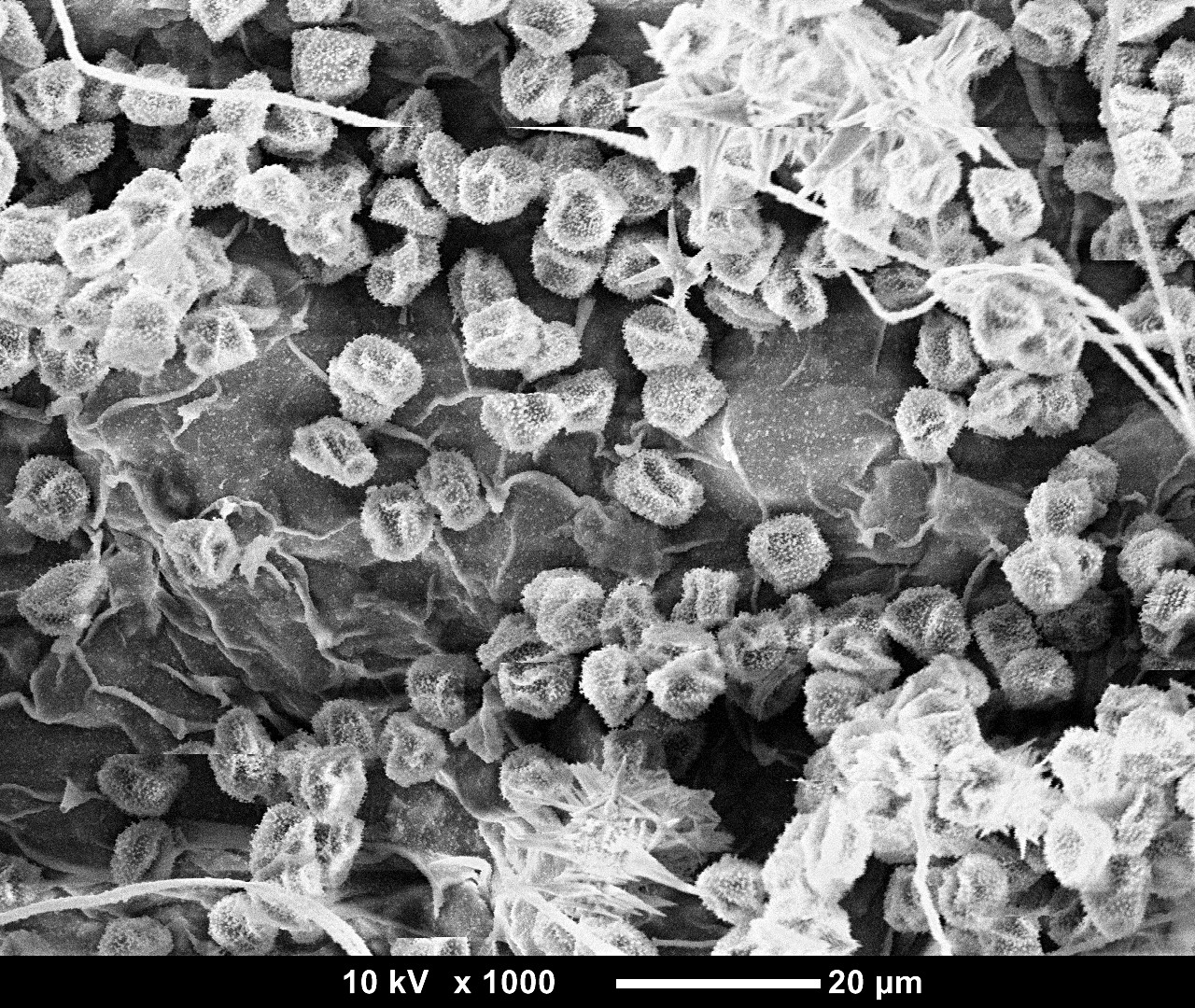
Zarodniki pod mikroskopem
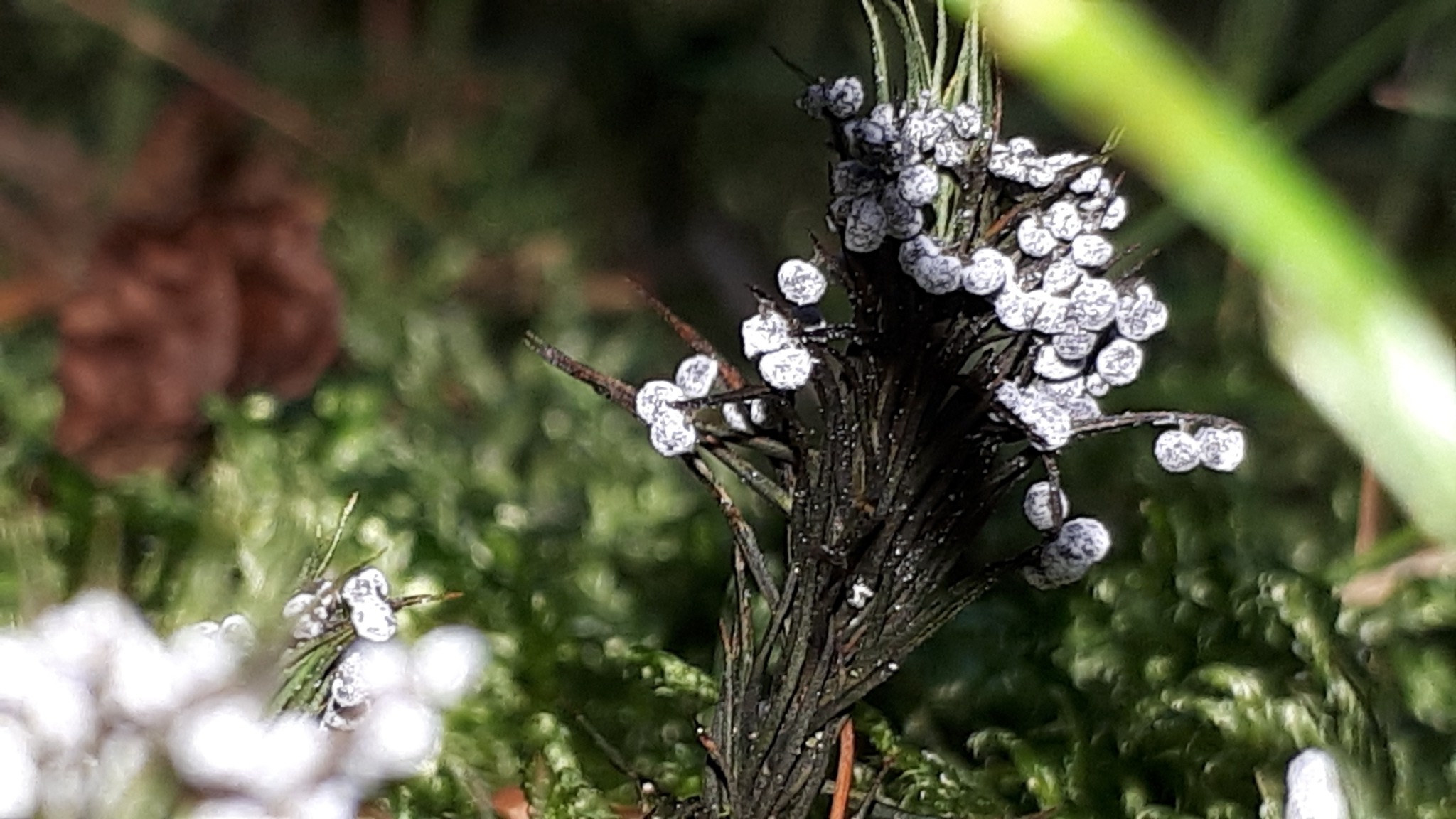
Zarodnie